# Cocker Spaniel
Cocker Spaniel là một giống chó săn chuyên nghiệp thuộc dòng chó tha mồi (gundog) nhưng đồng thời nó cũng được mọi người yêu thích và nuôi trong nhà giống như là loài chó cảnh vì tính cách vui vẻ của nó. Chó Cocker Spaniel được xếp vào loại săn cạn, chuyên săn gà rừng và chim nên chúng được đặt tên là Cocker (Cock là con chim trống). Cocker tuy là giống chó Tây Ban Nha nhưng lại được nuôi và nhân giống phổ biến nhất ở Anh và Mỹ. Ngày nay, đa phần người nuôi chó thường nhập chó giống Cocker từ 2 nước này. Ở Anh, chó Cocker đã được nuôi từ thế kỷ 15 để làm chó săn cho giới quý tộc và Hoàng gia Anh. Cocker cũng đóng góp nguồn gen không nhỏ vào việc lai tạo các giống chó săn nổi tiếng khác của Anh Quốc. Chó Cocker hiện đại được chia thành chủ yếu 2 giống là American Cocker Spaniel (được phát triển theo chuẩn riêng của AKC) và English Cocker Spaniel (giống chó Cocker cổ, hầu như không thay đổi từ thế kỷ 14). Ở Việt Nam, giống Cocker được nuôi phổ biến hơn cả là Cocker Mỹ.

## Tổng quan
Có tổ tiên bắt nguồn từ Tây Ban Nha nhưng lần đầu tiên được chú ý tại xứ Wales. Từ thế kỷ XIV, nó đã là mục tiêu của mọi lời ca ngơi vì tính cách của nó hơn là năng khiếu của nó trong việc săn bắt. Vào thế kỷ XVIII, giống chó này đã cho ra đời hai dòng con của nó gồm Springing Spaniel và Cocking Spaniel. Hai dòng chó này cũng là những tay săn mồi thực thụ. Những bá tước vùng Malborough rất thích nuôi giống chó này để phục vụ cho việc đi săn nên nó còn được mọi người biết đến với tên gọi là Cocker Malborough.
Ngoài ra, giống chó này còn mang thêm dòng máu giống chó lùn, lông xù Blenheim của Anh. Mặc dù con Cocker Spaniel xuất hiện từ rất sớm nhưng mãi đến thế kỷ XIX mới bắt đầu được công nhận là một giống chó mang những đặc tính riêng xác định. Đến cuối thế kỷ này, nó xuất hiện ở Pháp và trở thành con chó thời thượng. Sự phổ biến của nó vượt xa các giống chó cảnh khác bấy giờ như là chó lông xù Breton và sự phổ biến của nó vượt xa ra khỏi vùng biển Manche và Địa Trung Hải.
Có tính cách vui vẻ, nhiệt tình và rất linh hoạt, vì vậy, nó thường được ví như một đứa trẻ. Nuôi một con chó Cocker thì tuổi nuôi thích hợp nhất là khoảng hai tháng tuổi. Vì là giống chó săn nên nó rất nhạy bén trong việc đánh hơi. Chúng cũng đã được sử dụng làm chó nghiệp vụ giúp cho việc tìm kiếm hàng cấm, ma túy, chất nổ tại khắp các sân bay trên thế giới.

## Đặc điểm
Tổng quan hình thái bên ngoài của chúng thì chúng có kích thước thể trọng 12 – 13 kg. Con đực cao từ 38 – 41 cm. Con cái cao từ 37 – 40 cm. Đầu chúng tương đối hơi kéo dài và phân biệt rõ từng phần, trán rộng, sọ rộng và hơi gồ lên ở phía cuối. Phần xương nơi bên hai chân mày gồ lên tạo thành một đường rõ nét. Đường cong giữa trán và mũi rõ rệt, sống mũi thẳng, chắc, rộng, chóp mũi màu đen. Mõm nghiệng từ từ ra phía mũi, không tạo điểm gảy và không nhọn, mắt to nhưng không lồi, màu nâu hạt dẻ hoặc đậm hơn, một con Cocker rặt giống thì màu mắt không được quá sáng. 

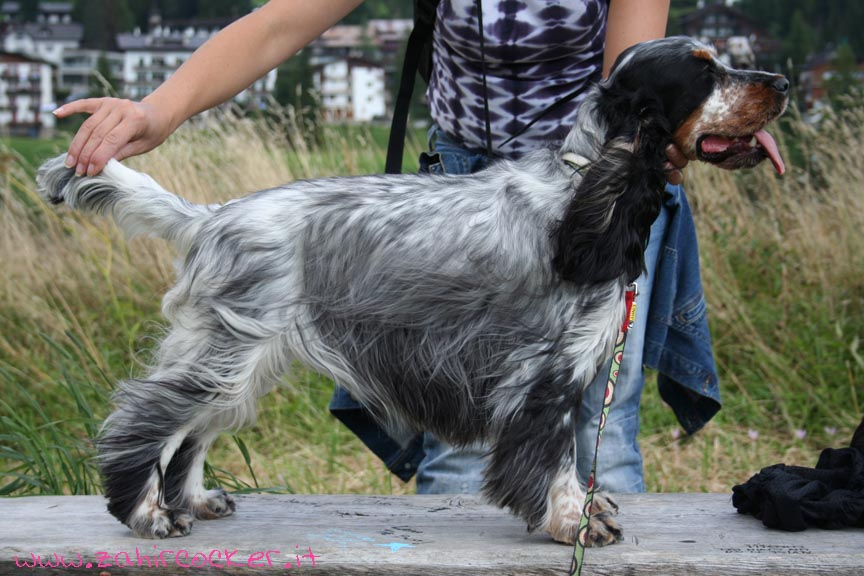
Một con Cocker

Tai rộng phủ đầu và kéo dài từ trên mắt xuống dưới cổ. Khi kéo tai ra phía trước đầu thì vành tai không vượt quá chóp mũi, trên tai phủ đầy lông dài và mềm nhưng không tạo thành lọn. Lỗ tai là nơi dễ bị viêm nhất, vì vậy, cần chú ý vệ sinh thường xuyên. Cổ dài, hơi cong và có nhiều cơ bắp. Lưng ngắn, hông mạnh và đầy cơ bắp, mông to tròn. Khi đứng thẳng thì toàn thân xuôi về phía đuôi. Lồng ngực rộng lớn và sâu xuống tận cùi chỏ. Khung sườn cân đối. Đuôi ngắn thấp xuống phía dưới cuối đường lưng, chiếm 2/5 chiều dài cơ thể, đuôi càng thấp càng đẹp.
Ngày nay, do theo mỹ quan của đa số người nên từ khi được 2 –3 ngày tuổi, người ta sẽ cắt đuôi cho chúng, chỉ chừa lại 1 –2 đốt. Chân trước thẳng, mạnh mẽ, hơi ngắn, vai dài, hơi cong. Chân sau khỏe, có nhịều cơ bắp giúp chó có sức bật, khoeo chân dài, bàn chân to. Lông dài và không gợn sóng, nằm sát nhau. Tuy lông dài và dày, nhưng nó vẫn thích nghi được ở những vùng có khí hậu nhiệt đới như nước ta. Màu sắc của lông rất đa dạng, màu đơn thường có các màu như đen, hung vàng,kem. Những màu này không lẫn một vết trắng nào, ngoại trừ vết trắng ở trước ngực. Màu da đen nâu, đen hung trắng. Màu trên lưng thường đậm hơn ở hai bên hông, trên đầu và bốn chân.
Ngoài giống Cocker Spaniel còn có giống Cocker American. Nhìn chung, hai giống này mang cùng một dòng máu, nhưng do chúng phân bố ở các vùng địa lý khác nhau nên chúng cũng mang một vài đặc tính khác nhau, tùy theo sự thích nghi với điều kiện ngoại cảnh. Ví dụ như về kích thước, Cocker American nhỏ hơn Cocker Spaniel (con đực cao tối đa 38 cm, con cái cao tối đa 35,6 cm). Về hình dáng thì lông Cocker American ngắn hơn, thẳng hơn ở đầu và thân nhưng cong ở bụng, ngực, chân. Những nhà chuyên môn đã đánh giá giống chó này là giống chó thuần nhất trong các giống Cocker. Đặc biệt, giống chó này rất thích hợp để làm bạn cùng trẻ em. Cocker rất hiền, vui nhộn và dịu dàng.

## Tham khảo

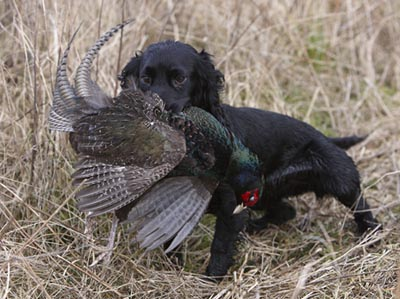